# Nacional-revolucionari
Nacional-revolucionari és una ideologia considerada extrema dreta sorgida de la simbiosi de les dues grans ideologies socials del segle xx, el comunisme i el feixisme. De l'essència social i nacional d'aquestes ideologies, se sintetitza el corrent nacionalrevolucionari (NR), un moviment heterodox i eclèctic amb diferents tendències internes.

## Orígens